# Buthidae
Buthidae är en skorpionfamilj omfattande flera av världens giftigaste skorpioner, till exempel nordafrikansk tjocksvansskorpion. Arterna inom familjen lever uteslutande på varmare platser. De är vanliga i norra Afrika och i Mellanöstern.
Arterna inom familjen är väldigt tåliga, och lever i öknar och kan klara sig länge utan mat och vatten. De lever i hål i marken och under stenar.
Året 2004 listades 81 släkten och cirka 570 arter till familjen.